# Сурож, Иосиф Игнатьевич
Иосиф Игнатьевич Сурож (1866 — не ранее 1910) — российский лесовод.

## Биография
Родился в 1866 году.
В 1890 году за сочинение «Масло как запасное вещество наших деревьев» (СПб., 1890) получил в Санкт-Петербургском лесном институте золотую медаль и звание учёного лесовода 1-го разряда. В том же году он предложил шкалу светолюбия и теневыносливости древесных и кустарниковых пород на основании измерений толщины палисадной и губчатой паренхим листьев (с увеличением освещения листья становятся толще, а в самих листьях относительно увеличивается толщина палисадной ткани; с уменьшением дозы света замечается преобладание губчатой паренхимы). 
Был профессором Института сельского хозяйства и лесоводства в Новой Александрии по кафедре лесоупотребления и энциклопедии лесоводства; также читал в нём курс по кафедре лесной статистики.
Умер не ранее 1910 года.